# زنان در سنای ایالات متحده

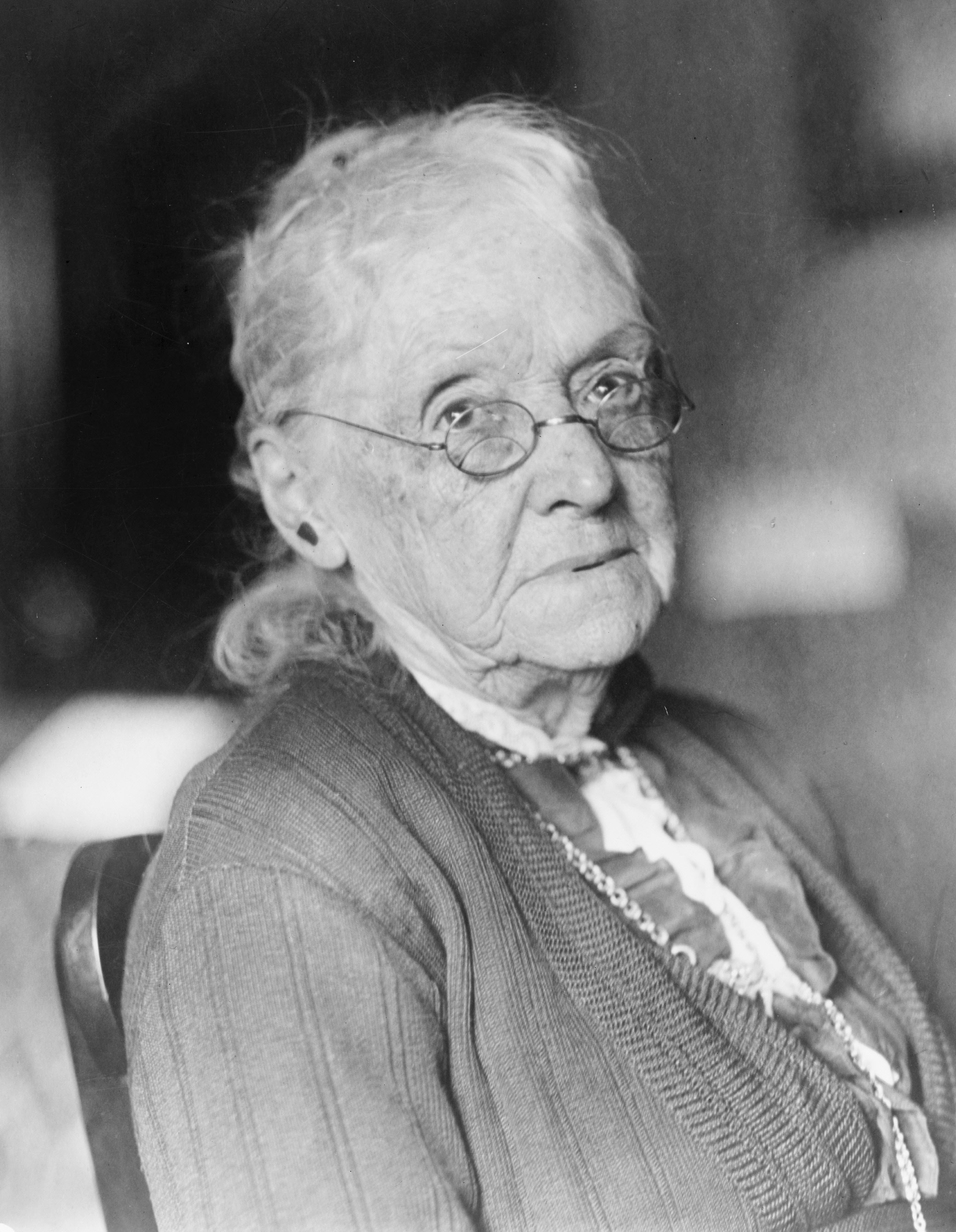
ربکا لاتیمر فلتون اولین عضو زن سنای ایالات متحده، که یک روز در سال ۱۹۲۲ خدمت کرد.

این مقاله تاریخ زنان در سنای ایالات متحده و نقاط عطف مختلفی را که سناتورهای زن به دست آورده‌اند، پوشش می‌دهد. این شامل لیستی از تمام زنانی است که در سنای ایالات متحده خدمت کرده‌اند، لیستی از سناتورهای زن فعلی و لیستی از ایالات است که توسط زنان در سنای آمریکا نمایندگی می‌شوند. اولین سناتور زن آمریکایی، ربکا لاتیمر فلتون، در سال ۱۹۲۲ برای یک روز نماینده جورجیا بود و اولین زنی که به عنوان نماینده سنای آمریکا انتخاب شد، هتی کیراوی، در سال ۱۹۳۲ از آرکانزاس انتخاب شد. پنجاه و هشت زن در سنای ایالات متحده خدمت کرده‌اند از ۲۰ ژانویه ۲۰۲۱، ۲۴ زن (۱۶ دموکرات و هشت جمهوریخواه) در مجلس سنای ایالات متحده آمریکا مشغول به کار هستند.

## تاریخچه
عضویت سنا در ۱۳۰ سال اول فعالیت خود کاملاً مردانه بود. تا سال ۱۹۲۰ تعداد کمی از زنان برای انتخابات سنا نامزد می‌شدند. تا دهه ۱۹۹۰ تعداد بسیار کمی انتخاب می‌شدند. این کمبود زنان به دلیل بسیاری از عوامل از جمله عدم حق رأی زنان در بسیاری از ایالت‌ها تا زمان تصویب متمم نوزدهم قانون اساسی ایالات متحده آمریکا، دسترسی محدود زنان به آموزش عالی تا اواسط دهه ۱۹۰۰، برداشت‌های عمومی از نقش‌های جنسیتی و موانع پیشرفت زنان مانند تبعیض جنسیتی بود.
اولین زن در سنای آمریکا ربکا لاتیمر فلتون بود که در سال ۱۹۲۲ فقط یک روز نماینده جورجیا بود. هتی کیراوی اولین زنی بود که در انتخابات مجلس سنا به نمایندگی از آرکانزاس پیروز شد. مارگارت چیس اسمیت اولین زنی بود که هم در مجلس و هم در سنا خدمت کرد. وی اولین بار در مجلس نمایندگی خدمت کرد و در سال ۱۹۴۹ خدمت در سنا را آغاز کرد. مارگارت چیس اسمیت در اولین مسابقه سال ۱۹۶۰ خود در مجلس نمایندگان سنا پیروز شد و دو زن (او و لوسیا کورمیه) را برای کرسی سنا در برابر یکدیگر قرار داد. الین اس. ادواردز اولین زن کاتولیک در سنا بود که در سال ۱۹۷۲ توسط همسرش، فرماندار لوئیزیانا، زمانی که بانوی اول ایالتش بود، منصوب شد و پس از سه ماه از کنگره بازنشسته شد. موریل هامفری براون اولین و تنها بانوی دوم بود که در سنای ایالات متحده خدمت کرد. پس از اینکه شوهرش، هیوبرت هامفری، در انتخابات ریاست جمهوری ۱۹۶۸ شکست خورد، کرسی قدیمی سنا را به نمایندگی از مینه سوتا پس گرفت. براون پس از مرگ غیرمنتظره خود در دفتر، در سال ۱۹۷۸ توسط فرماندار مینه‌سوتا منصوب شد تا جای سنا شوهر فقید خود را پر کند. وی کمتر از یک سال خدمت کرد و به دنبال انتخاب نبود.
در سال ۱۹۷۸، نانسی کسباوم اولین زنی شد که تاکنون به عنوان نماینده کانزاس به عنوان نماینده کانزاس در یک دوره کامل انتخاب شده‌است بدون اینکه شوهرش قبلاً در کنگره خدمت کرده باشد. از سال ۱۹۷۸، همیشه حداقل یک زن در سنا وجود داشته‌است. اولین زنی که بدون هیچ گونه ارتباط خانوادگی به مجلس سنا انتخاب شد، پائولا هاوکینز بود که در سال ۱۹۸۰ انتخاب شد. وی همچنین اولین و تنها عضو زن کلیسای عیسی مسیح قدیسان آخرالزمان بود که به عضویت سنای ایالات متحده مدت‌ها پس از آنکه زنان بخش قابل توجهی از اعضای مجلس را تشکیل می‌دادند، در اواخر قرن بیستم هنوز تعداد کمی از زنان در مجلس سنا وجود داشتند. روند تعداد کمی از زنان در سنا در پی جلسات نامزدی دادگاه عالی کلارنس توماس و پس از آن انتخاب صد و سی و سومین کنگره ایالات متحده در سال ۱۹۹۲ که «سال زن» لقب گرفت، تغییر کرد. علاوه بر باربارا میکولسکی، که مجدداً در آن سال (۱۹۹۲) انتخاب شد، چهار زن به مجلس سنا انتخاب شدند که همگی دموکرات بودند. آنها پتی موری از واشینگتن، کارول موزلی-برون از ایلینوی و داین فاینستاین و باربارا باکسر، هر دو از کالیفرنیا بودند. کارول موزلی-برون، که آمریکایی آفریقایی‌تبار بود، اولین زن رنگین‌پوست در سنا بود. او همچنین اولین زنی بود که توانست یک سناتور فعلی را شکست دهد، و در انتخابات مقدماتی دموکرات‌ها در سال ۱۹۹۲ به جای آلن جی. دیکسون پیروز شد. بعداً در سال ۱۹۹۲، داین فاینستاین اولین زنی بود که هنگامی که جان سیمور را در یک انتخابات ویژه شکست داد، یک سناتور فعلی از یک حزب دیگر را شکست داد. داین فاینستاین در همان سال به عنوان اولین سناتور زن یهودی وارد مجلس سنا شد.